# I trentanove scalini
I trentanove scalini (in lingua inglese The Thirty-Nine Steps) è un romanzo dello scrittore scozzese John Buchan. Apparso a puntate nel 1915 e pubblicato nel medesimo anno, il romanzo mescola il thriller, lo spionaggio e l'avventura: è il primo di 5 libri con protagonista Richard Hannay, ingegnere, soldato e agente segreto.

## Trama
Londra, 19 maggio 1914. L'ingegnere minerario Richard Hannay è tornato dalla Rhodesia da tre mesi, ed è già così annoiato a morte dalla routine della capitale britannica che pensa di ritornare in Africa. Quella sera, uno dei suoi vicini di casa, l'americano Franklin P. Scudder, lo ferma mentre sta tornando a casa e lo convince a farsi invitare in casa. Una volta entrato gli racconta una strana storia su un complotto ai danni del primo ministro greco, Carolidis: secondo Scudder, Carolidis verrà ucciso di lì a tre settimane, il 15 giugno, durante una riunione che si terrà a Londra. Scudder gli racconta anche che, per poter sfuggire ai suoi nemici, ha portato nel suo appartamento un cadavere che ha sfigurato per fare in modo che possa esser scambiato per lui. L'uomo ha paura di essere ucciso, considerando le informazioni che ha sul complotto per uccidere Carolidis, per cui chiede ed ottiene di poter restare a dormire a casa di Hannay.
Prima di andare a dormire, Scudder si sbarba e si lava e quando esce dal bagno sembra una persona diversa. Si presenta nuovamente a Richard con il nome di "capitano Theophile Digby del 40° Guarkhas attualmente in congedo". Il giorno successivo l'ingegnere viene a sapere che nel suo condominio è stato trovato un cadavere nell'appartamento di Scudder. Dalle prime indagini si tratterebbe del suicidio del medesimo Scudder, che si sarebbe ucciso sparandosi un colpo al volto. Questo fatto rafforza in Hannay la convinzione che Scudder abbia detto la verità sul complotto.
La sera del 23 maggio, rientrando a casa da una cena, Richard scopre, nel suo appartamento, il cadavere di Scudder che giace sdraiato a terra e saldamente inchiodato al pavimento da un coltello. Riuscendo a non farsi prendere dal panico, decide di sparire per evitare che chi ha ucciso Scudder possa uccidere anche lui. Mentre raccoglie le sue cose, si rende conto che il suo appartamento è stato minuziosamente perquisito, e allora si ricorda di un taccuino che Scudder teneva sempre con sé. Forse è quello che gli assassini cercavano?
La mattina successiva Richard trova, per puro caso, il taccuino di Scudder, e si prepara a sparire dalla circolazione: per cercare di farlo senza lasciare tracce, convince il lattaio con una scusa a prestargli la sua divisa da lavoro. Nel tragitto che lo porta alla stazione ferroviaria, l'ingegnere si sente osservato, forse anche spiato ma, nonostante tutto, riesce a salire su un treno diretto in Scozia. Cerca di far perdere le sue tracce scendendo ad una stazione minuscola a treno ormai praticamente vuoto, e si allontana dalla stazione senza una meta particolare, trovando per una pura coincidenza accoglienza prima presso una coppia di contadini, e poi presso un locandiere appassionato di libri d'avventura.
Il vero mandante dell'omicidio, scoprirà Richard, è la Germania: gli uomini che hanno ucciso Scudder, infatti, appartengono a un'organizzazione chiamata "Pietra Nera", un gruppo di spie tedesche infiltrate in Inghilterra con il preciso scopo di raccogliere segreti militari e di far scoppiare la guerra. Dalla loro hanno mezzi (automobili ed anche un aereo) e persone in abbondanza, e riescono infatti ad individuarlo diverse volte, ma Richard, con moltissima fortuna e un pizzico di astuzia, riesce sempre a rompere l'accerchiamento e a fuggire.
Non solo, decifra anche il taccuino di Scudder e comprende così che il complotto per uccidere Carolidis è soltanto una scusa per far scoppiare una guerra tra Russia e Germania. Ci sono scritti tutti i retroscena dei vari paesi con le possibili accuse reciproche e i falsi appelli per la pace: insomma, il piano dettagliato delle mosse di tutti i grandi paesi d'Europa. Dei termini bizzarri sono riportati innumerevoli volte, nel taccuino; tra questi, l'enigmatica espressione "Trentanove scalini".
Durante la sua fuga, Hannay incontra casualmente Sir Harry, un giovane e onesto politico del partito liberale. Questi, dopo aver ascoltato la strabiliante storia, decide di aiutarlo e scrive una lettera al suo padrino, il segretario del Foreign Office Sir Walter Bullivant, in cui vengono stabilite le modalità di un appuntamento tra quest'ultimo e Richard.
Poco dopo, inseguito dalla polizia, finisce per rifugiarsi nel posto peggiore: il casolare abitato dal mandante dell'omicidio di Scudder. Viene quasi scoperto, e nel dubbio è chiuso a chiave in un magazzino, che si scoprirà essere pieno di esplosivi: capendo che è l'unica speranza, Richard fa brillare l'esplosivo, e pur gravemente ferito nell'esplosione riesce a scappare attraverso la brughiera e mettersi in salvo.
Una volta guarito (e come scoprirà in seguito, anche ufficialmente scagionato dall'accusa di omicidio), Hannay riesce ad arrivare all'appuntamento con Bullivant, fissato per il 13 giugno, e a convincerlo del complotto ai danni di Carolidis, il quale però viene ucciso quella stessa sera. I due uomini tornano così a Londra, alla vita di tutti i giorni. Ma quello che temevano Scudder e Hannay si avvera: nonostante tutto l'impegno profuso dalla polizia perché i capi di stato maggiore della Triplice intesa, che si devono incontrare il giorno dopo, si incontrino nella massima segretezza, le spie tedesche riescono ad entrare in possesso, quasi inosservate, di alcune informazioni cruciali.
A salvare la situazione interviene Richard: grazie al suo intuito, l'uomo riesce a decifrare il significato della frase "Trentanove scalini", e così a scoprire il covo delle spie, fermandole appena in tempo. Il complotto è stato sventato, l'Inghilterra è salva.
Poche settimane dopo, l'attentato di Sarajevo farà comunque scoppiare la prima guerra mondiale. Richard Hannay viene nominato capitano, ma sa che la battaglia più importante l'ha combattuta prima ancora di iniziare la guerra.

## Personaggi principali
- Richard Hannay: il protagonista e narratore. 37 anni, è un ingegnere minerario di origine scozzese, residente in Rhodesia, reduce della Guerra Anglo-Boera e tornato da poco in Inghilterra. È una persona non più coraggiosa o capace di altri, ma ha dalla sua la fortuna e una piccola dose di intelligenza e astuzia. Si è ritrovato all'improvviso coinvolto in affari più grandi di lui: a conoscenza di un terribile segreto, inseguito da nemici intelligenti e spietati, sospettato di un omicidio che non ha commesso, dovrà intraprendere una vertiginosa corsa contro il tempo per salvare sé stesso e il proprio paese.
- Franklin P. Scudder: l'americano vicino di casa di Richard. Spia in incognito, rivela al vicino la verità sull'attentato. È un tipo determinato e coraggioso, e combatte ai limiti delle sue possibilità. Verrà ucciso da alcuni sicari al soldo della Germania. Il suo taccuino, raccolto e poi decifrato da Hannay, contiene informazioni top secret, che fanno gola a troppa gente...
- Walter Bullivant: il segretario del Foreign Office. Uno dei pochi che crede alla versione di Hannay.
- Carolidis: il primo ministro greco. Non compare mai in scena. L'attentato che si sta organizzando ai suoi danni è il MacGuffin della vicenda.

## Trasposizioni cinematografiche
- Il club dei 39, film del 1935 diretto da Alfred Hitchcock
- I 39 scalini, film del 1959 diretto da Ralph Thomas
- I 39 scalini, film del 1978 diretto da Don Sharp
- I 39 scalini, film del 2008 diretto da James Hawes

## Edizioni italiane
- I trentanove gradini, traduzione di Franco Invernizzi, Collana Il romanzo per tutti, Milano, Corriere della Sera, giugno 1955.
- I trentanove gradini, traduzione di Lia Volpatti, illustrazioni di Edward Gorey, Collana La Scala, Milano, Rizzoli, 1979,  p. 159. - Col titolo I trentanove gradini, Collana I Gialli Mondadori, Milano, 2009, ISBN 978-88-045-9162-7; in Agli albori del giallo, Giallo Mondadori, 2017.
- I trentanove scalini, traduzione di Adalberto Dria, Collezione Il terzo uomo n.6, Roma, Nuova Edizioni del Gallo, 1991,  p. 178.
- I 39 scalini, traduzione di Riccardo Ghiri, Collana Il Giallo Classico n.30, Milano, Garden Editoriale, 1991,  p. 287. - Collana Il Giallo economico classico n.18, Newton, 1993; Collana MiniMammut n.182, Newton Compton, Roma, 2016, ISBN 978-88-541-9299-7.
- I trentanove scalini, traduzione di M. Vaggi, Collana Scrittori al cinema, Pluriverso, 1993,  p. 219.
- I trentanove scalini, traduzione di Giuliana Sparafucile, a cura di Elisa Facci, Collana Il lama nero, Parma, Nuova Editrice Berti, 2013,  p. 168, ISBN 978-88-7364-565-8.
- I trentanove scalini, traduzione di E. Porziani, Collana Libri in tasca, Roma, LIT, 2015,  p. 111, ISBN 978-88-6583-218-9.
- I trentanove scalini, traduzione di Simone Mollica, Theoria, 2024, ISBN 978-88-549-8407-3.